# Hoy Head
Die Hoy Head ist eine Fähre der britischen Reederei Orkney Ferries. Sie verkehrt zwischen den Orkney-Inseln Mainland und Hoy bzw. Flotta.

## Geschichte
Die Fähre wurde unter der Baunummer 159 auf der Werft Appledore Shipbuilders in Appledore gebaut. Die Kiellegung fand am 27. Oktober 1993, der Stapellauf am 26. März 1994 statt. Die Fertigstellung der Fähre erfolgte im April 1994.
2013 wurde sie auf der Werft Cammell, Laird & Company in Birkenhead verlängert und teilweise umgebaut.
Die Fähre verbindet die Hauptinsel der Orkney Mainland mit den Inseln Hoy und Flotta.

## Technische Daten und Ausstattung
Die Fähre wird von zwei Volvo-Penta-Dieselmotoren angetrieben. Gebaut wurde die Fähre mit zwei Viertakt-Sechszylinder-Dieselmotoren mit jeweils 370 kW Leistung. Die Motoren wirkten über Getriebe auf zwei Propeller. Beim Umbau der Fähre 2013 wurde auch die Antriebsanlage überholt und das Schiff mit zwei Volvo-Penta-Dieselmotoren des Typs D-16c mit jeweils 478 kW Leistung ausgerüstet, die zwei Propellergondeln antreiben. Das Schiff verfügt über zwei Bugstrahlruder, von denen eins beim Umbau nachgerüstet wurde.
Die Fähre verfügt auf dem Hauptdeck über ein durchlaufendes Fahrzeugdeck, das über herunterklappbare Rampen am Bug und Heck zugänglich ist. Die Rampe am Bug befindet sich hinter einem nach oben aufklappbaren Visier. Das Fahrzeugdeck ist nach oben offen. Die Fahrzeugkapazität betrug zunächst 14 Pkw. Durch die Verlängerung der Fähre 2013 erhöhte sich die Kapazität auf 24 Pkw.
In der vorderen Hälfte der Fähre ist das Fahrzeugdeck von der Brücke überbaut. Die nutzbare Durchfahrtshöhe beträgt 4,5 m. Im Rumpf der Fähre ist ein fensterloser Aufenthaltsraum für Passagiere eingerichtet. An den Seiten der Fähre befinden sich erhöhte Decks, teilweise mit Sitzgelegenheiten für Passagiere.